# Provincia di La Romana

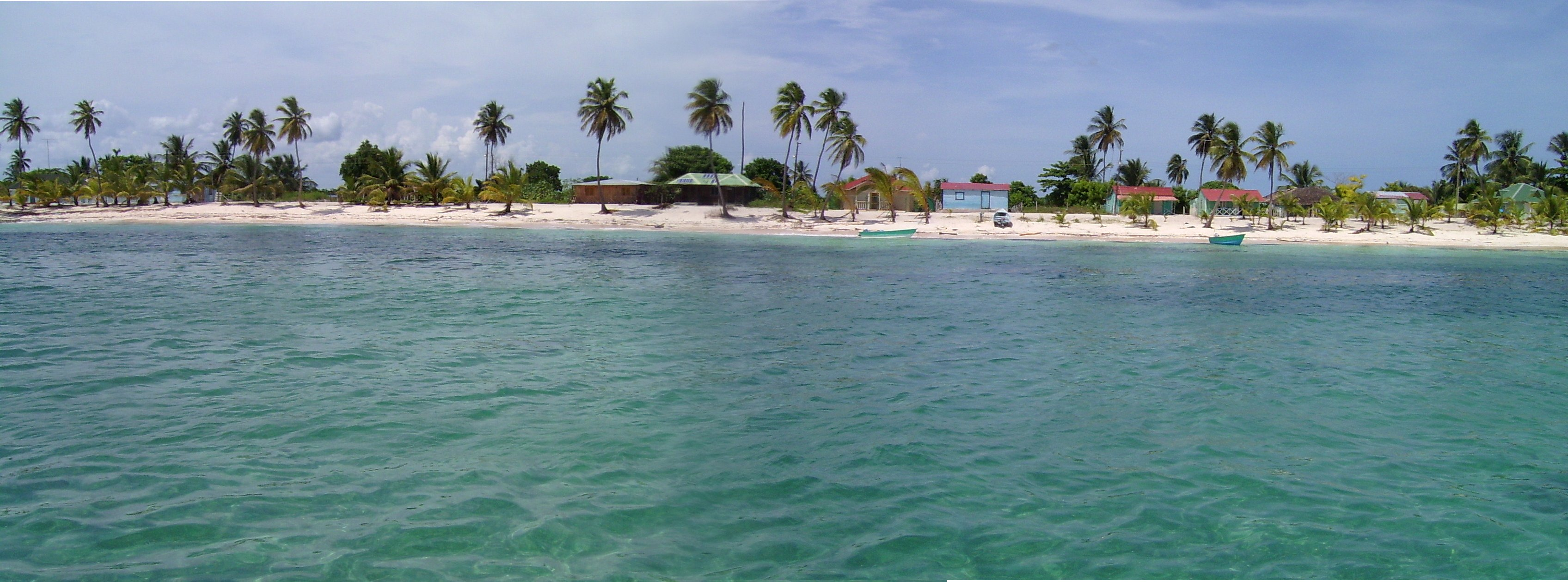
Le coste dell'isola di Saona, facente parte della provincia.

La Romana è una delle 32 province della Repubblica Dominicana. Il suo capoluogo è La Romana.

## Geografia antropica

### Suddivisioni amministrative
La provincia si suddivide in 3 comuni e 2 distretti municipali (distrito municipal - D.M.):
- Guaymate
- La Romana
- Villa Hermosa